# Aitor Jiménez Echave
Aitor Jiménez Echave, C.M.F., (Luchana-Baracaldo, 29 de dezembro de 1962) é um padre claretiano espanhol da Igreja Católica, atual subsecretário do Dicastério para os Institutos de Vida Consagrada e Sociedades de Vida Apostólica.

## Biografia
Pe. Jiménez Echave nasceu em 29 de dezembro de 1962 em Luchana-Baracaldo (Espanha). Em 13 de setembro de 1987 fez a Profissão Perpétua na Congregação dos Missionários Filhos do Imaculado Coração de Maria e em 30 de abril de 1989 recebeu a Ordenação Presbiteral.
Obteve o Doutorado em Utroque Iure e o Doutorado em Teologia da Vida Consagrada pela Pontifícia Universidade Lateranense de Roma na Itália. Possui vários diplomas, incluindo um em Direito Canônico Oriental.
Desde 2006 é funcionário do Dicastério para os Institutos de Vida Consagrada e Sociedades de Vida Apostólica.